# ボクシング中継
ボクシング中継（ボクシングちゅうけい）は、ボクシングの試合を中継する放送番組である。中継はテレビ局やラジオ放送局がプロモーター（興行主催者）と契約を結ぶことにより放映権が成立する。

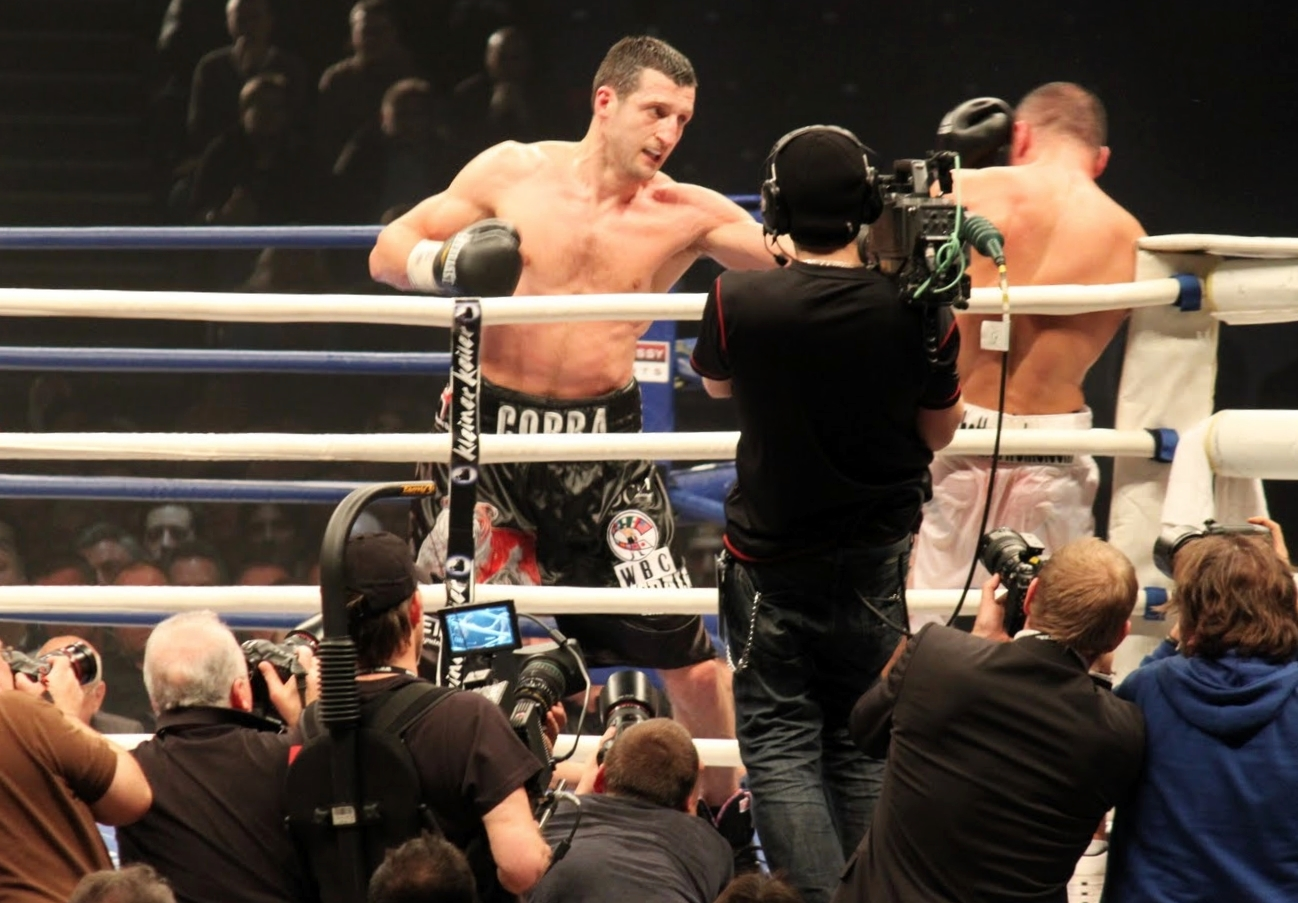
2010年11月、ヘルシンキのハートウォールアリーナで行われたカール・フローチ（左）対アルツール・アブラハム戦の中継風景。この試合は『スーパー・シックス ワールド・ボクシング・クラシック』と銘打たれたトーナメントの一部として、米国のShowtimeの他、ドイツのARD（ドイツ公共放送連盟）、英国のプライムタイムなどで中継された。

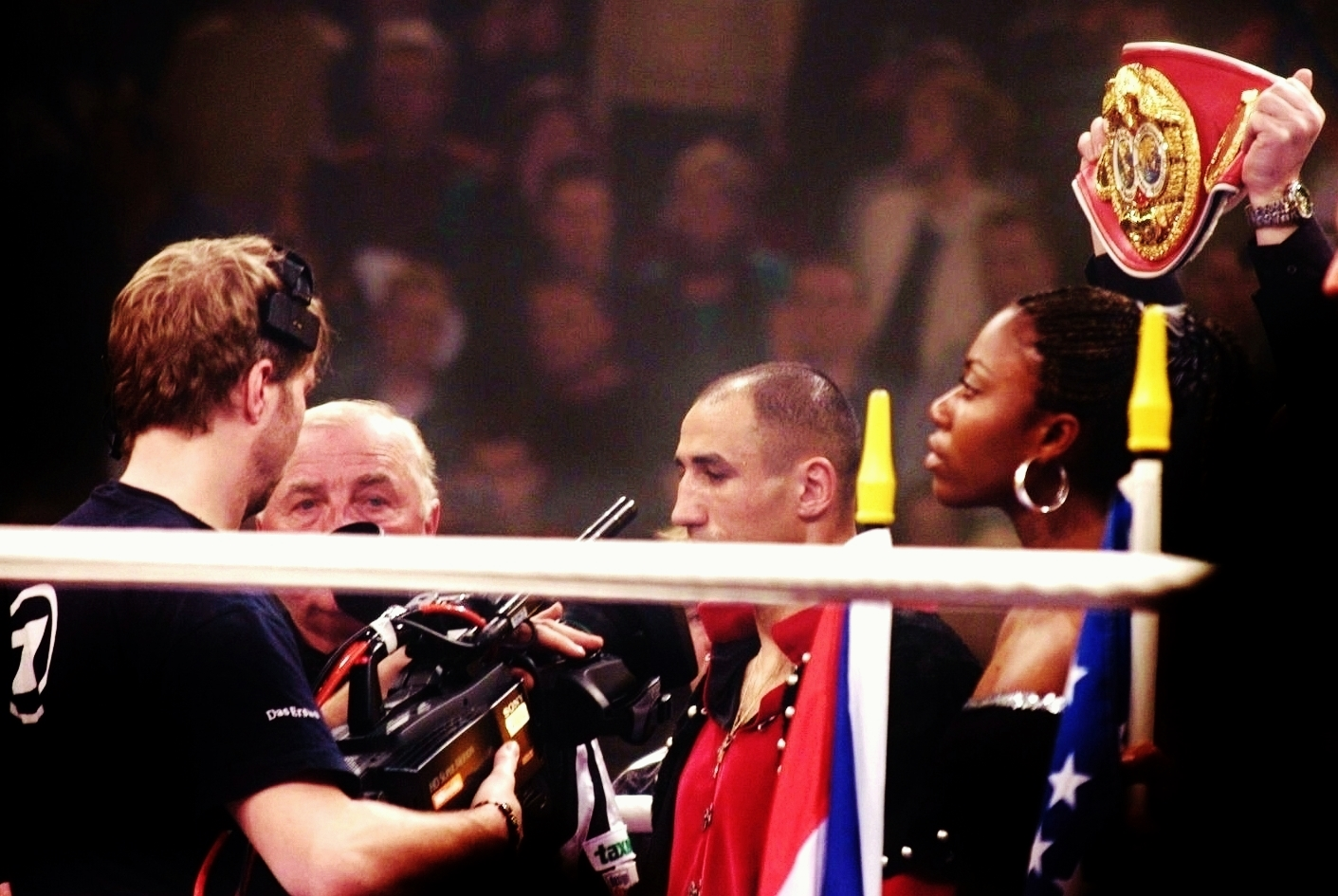
2008年3月、ドイツ・キールのシュパーカッセン・アレナでエルビン・アヤラ戦のリングに上がったアルツール・アブラハムを映すARD（ドイツ公共放送連盟）のカメラ。

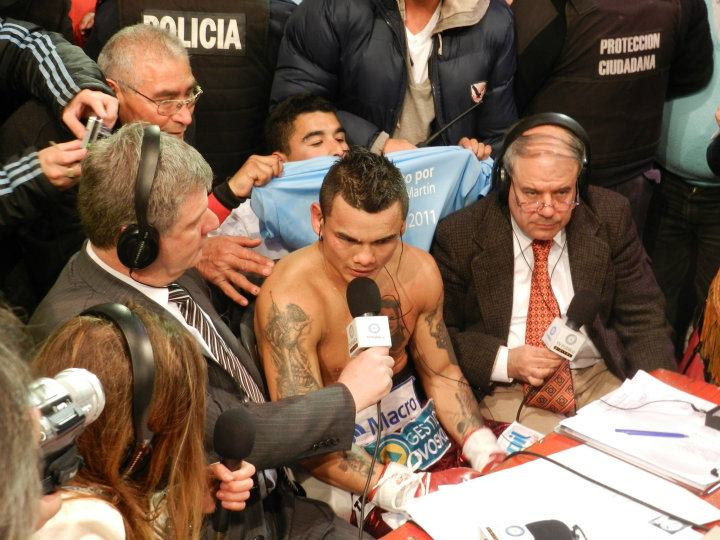
2011年9月23日、米国・ラスベガスのMGMグランドでペトロ・ペトロフに勝利し、カナル7の放送席でインタビューに応じるマルコス・マイダナ。

## 日本

### 日本における歴史

#### ラジオ・テレビ中継
日本では、1952年2月9日にラジオ東京（のちのTBSラジオ）が日本バンタム級タイトルマッチ（白井義男対堀口宏戦）を中継（解説は郡司信夫、実況は同局アナウンサーの若林漸）。これが民間放送による初の中継となった。
その後、1953年9月19日にNHKが大阪スタヂアムで行われた白井義男対レオ・エスピノサのノンタイトル戦をテレビとして初めて中継した。1954年12月21日には日本テレビが民放テレビで初めて中継を行っている。1955年にはKRテレビ（1960年11月29日よりTBSテレビ。以下、TBS）、1959年にはフジテレビとNET（1977年4月よりテレビ朝日）も参入した。

##### 空前のブーム

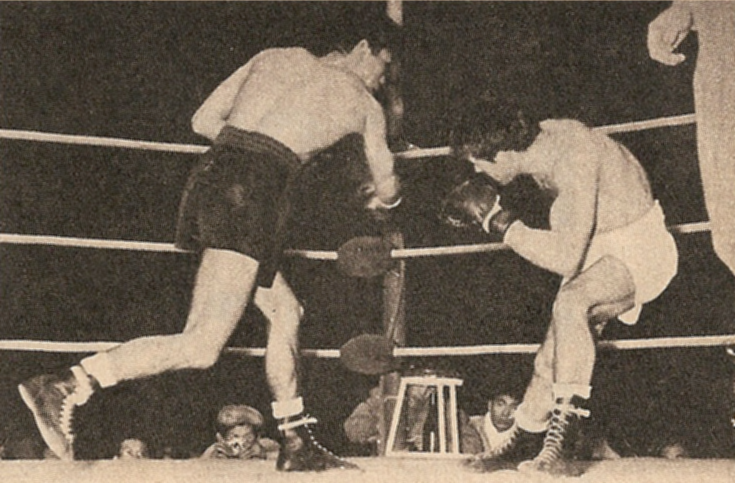
白井義男対パスカル・ペレス戦（1954年）

1955年5月30日、日本テレビのボクシング中継・パスカル・ペレス対白井義男戦（3度目の対戦）では、96.1パーセントの視聴率を記録（電通調べ）。これはビデオリサーチが視聴率調査を開始した1962年12月3日の前後を通じて、テレビ番組の最高視聴率とされている。この他、ビデオリサーチによる調査開始以前のボクシング中継では、1959年8月10日のパスカル・ペレス対米倉健志戦（フジテレビ）が88.0パーセント、1959年11月5日のパスカル・ペレス対矢尾板貞雄戦（フジテレビ）が92.3パーセント、1960年5月23日のジョー・ベセラ対米倉健志戦（日本テレビ）が78.7パーセント、1961年6月27日のポーン・キングピッチ対関光徳戦が64.9パーセントを記録している。
1960年代前半、日本にはかつてないボクシング・ブームが起こり、元日から試合が行われ、テレビでは週に10本以上のプロボクシング中継があった。高度経済成長にともなって1962年3月にはテレビ受像機の普及台数が1,000万台を超え、新たなスターが育ちつつあったプロボクシングは視聴者、テレビ局、スポンサーの需要を満たしていた。1962年からは3年連続でフジテレビが大晦日にボクシング中継を行った（大晦日のボクシング興行については大晦日興行#ボクシングを参照）。1962年の大晦日には海老原博幸が登場。1963年には関光徳が東洋太平洋王座の防衛戦を行ったが、同年大晦日の第14回NHK紅白歌合戦はビデオリサーチによる調査開始以降の歴代最高となる81.4パーセントの視聴率を記録し、視聴率競争ではかなわなかった。しかし翌1964年の大晦日にもフジテレビは関の東洋太平洋王座防衛戦を中継した。
1967年1月11日にNASAがインテルサットの通信衛星インテルサット2を打ち上げると、フジテレビは1月29日にメキシコシティで行われる世界フェザー級タイトルマッチの同時生中継を行うことを発表。これは関光徳のビセンテ・サルディバルへの2度目の挑戦だった。また、日本テレビは2月6日にテキサス州ヒューストンのアストロドームで行われるモハメド・アリとアーニー・テレルの世界ヘビー級タイトルマッチを衛星中継することを発表した。関対サルディバルのリマッチでは、フジテレビは現地にアナウンサーを送り、東京では当時世界バンタム級王者だったファイティング原田をはじめとする数人の解説者が同局のスタジオで生中継を担当した。試合が始まる前、メキシコでは日曜日の午後8時、日本標準時では月曜日の午前11時35分に中継を開始。これはスポーツ競技初の太平洋を超えての衛星生中継で、画質は鮮明だった。
1960年代には平均視聴率が30パーセントに達するレギュラー番組もあり、日本ボクシングは黄金時代と呼ばれる時期を迎えたが、プロボクシングと反社会勢力の関わりを理由として、NHKが1962年2月7日の海津文雄対権堂正雄戦を最後にプロボクシング中継を終了させたのに加え、視聴者やテレビ局が野球、大相撲、ボクシング以外にも放送に適した競技があることに気づくと、各局のボクシング中継はそれぞれ週に1本程度となった。

##### ブームの後
ボクシングブームが終わると、キー局の世界戦以外のボクシング中継が1973年以降軒並み深夜枠へ移り、月1、2回あるいは隔月に縮小される。その中でも東京12チャンネル（1981年10月よりテレビ東京）は隔月ながらゴールデンタイムの定期放送を実施し、1972年より海外のビッグマッチも中継した。世界戦は相変わらずの高視聴率を維持していたが、その中心となっていた具志堅用高が引退すると下降線を辿り、昼間や夕方などのノンプライムでの放送も目立つようになる。その後も1988年1月17日の六車卓也以降の日本人世界タイトル挑戦21連続失敗をきっかけに人気低迷に拍車がかかり、中継本数が減少。ついに1991年2月3日に畑中清詞が世界王座を奪取した試合は地元のCBCテレビでは生中継されたものの、キー局であるTBSではネット中継されず抗議が集中、後日『ガッツファイティング』枠で録画放送されるという事態になった。この畑中戦は在京キー局で生中継されなかった世界戦として初のケースとなった。
その後もK-1、PRIDEなどの新興格闘技の台頭により地上波放送はさらに縮小し、まずフジテレビが1992年11月20日のWBA世界スーパーフェザー級タイトルマッチ、ヘナロ・エルナンデス対渡辺雄二戦を最後にゴールデンタイムでの中継を一旦終了させ、ゴールデンタイムでは20年あまりボクシング中継を行わなかった。さらに、長引く不況によるテレビ局の制作費削減の煽りも受け、2003年にテレビ朝日がキー局で初めてボクシング中継から撤退し、続いて日本テレビも深夜レギュラー枠で放送していた『ダイナミックグローブ』を2009年限りで終了した。
なお、2人の日本人メダリストが誕生した2012年のロンドンオリンピックでは、NHK総合・BS1、TBS、テレビ東京が生中継または録画放送。NHK・民放ともに他競技同様、ストリーミング生中継も行った。
それ以降も、後述するインターネット配信の台頭や世界的な放映権高騰などによるスポーツ中継そのものの減少により、テレビ東京も2017年を最後に完全撤退。日本テレビでは2018年3月1日のルイス・ネリ対山中慎介のWBC世界バンタム級タイトルマッチを最後にゴールデンタイムの全国生中継からも撤退し、2021年9月11日（日本時間）に行われた中谷潤人対アンヘル・アコスタのWBO世界フライ級タイトルマッチの関東ローカルでの深夜録画中継を最後に地上波中継から完全撤退した。また、フジテレビもゴールデンタイムにおけるボクシング中継を2021年6月19日の井上尚弥対マイケル・ダスマリナスの世界バンタム級タイトルマッチを最後に行わず、TBSも2022年12月31日の井岡一翔対ジョシュア・フランコの世界スーパーフライ級王座統一戦を最後に撤退した。

##### 近年の放送
フジテレビが2012年に関東ローカルの深夜枠で定期放送を復活。2023年現在、これが地上波キー局における唯一のボクシング中継となっている。
ローカル局では主に田中恒成の試合を主体とするCBCテレビや矢吹正道の試合を主体とする三重テレビなどで中継が行われている。
アマチュアボクシングについては、全日本選手権がNHKEテレで放送されていた。2018年・2019年大会はNHK BS1で生中継された。2021年大会はYouTubeで生配信され、後日フジテレビが深夜枠の関東ローカルで放送した。2022年大会はYouTubeでの生配信のみとなった。

#### 衛星放送
1980年代末に衛星放送が開始されると、地上波での中継が減少していくにつれて衛星放送での中継が増加していった。
1989年に本放送を開始したNHK BS1では、その初期に海外ボクシングの中継を行ったこともある。
1991年に日本初の民放衛星放送局であるWOWOWが開局と同時に国外の試合中継番組『エキサイトマッチ〜世界プロボクシング』を放送開始。基本的には週1回の定期的な録画中継（試合から1、2ヶ月後）であるが、世界的スター選手や日本人選手が出場するビッグマッチは生中継されることもある。
1996年にスカパー!（当時パーフェクTV!）が開始されると、ケーブルテレビなどと合わせてスポーツ専門チャンネルの普及も進んだことで、衛星放送のボクシング中継が徐々に増加。中でも朝日放送系のスカイAは早くから中継番組を開始し、国内の試合を日本及び東洋太平洋のタイトルマッチを中心として、地上波で放送されない世界戦、さらに女子まで幅広くカバーしていた。
また、地上波で放送されてきた中継も一部世界戦を除いて日本テレビ系の日テレG+（「ダイナミックグローブスペシャル」）やフジテレビ系のフジテレビNEXT（「LIVE!ダイヤモンドグローブ」）、TBS系のTBSチャンネル2といったキー局系列衛星放送局にメインがシフトされていた。
CS放送では他にもJ SPORTSや毎日放送系のGAORAでは主にアメリカで行われた試合を扱っていた。
1997年に日本で展開を始めたディレクTVも『DIRECTVボクシング』の名で中継を開始。ディレクTVの本部国であるアメリカで既に主流となっていたPPV（ペイ・パー・ビュー）方式を採用し、前座の4回戦からメインのタイトルマッチまで通じた完全生中継を実現し、1999年9月5日のWBC世界スーパーフライ級タイトルマッチ（曺仁柱対山口圭司）で日本初の世界戦PPV生中継を行った。しかし、2000年にディレクTVの日本撤退に伴い終了。
2019年11月7日に開催されたWBSSバンタム級決勝（井上尚弥対ノニト・ドネア）は、BS8KではあるがNHKで中継され、ボクシングの試合が57年ぶりにNHKで放送されることになった。井上や試合への社会的関心に加えて、低迷している8K放送対応テレビなどの普及促進が背景にあったという。また、同年12月23日に開催されたWBA世界ミドル級タイトルマッチ（村田諒太対スティーブン・バトラー）も同チャンネルで放送された。
しかし、後述するインターネット配信の普及などによる衛星放送の加入者減のため、2015年2月を以てフジテレビNEXT、2016年いっぱいでスカイAも放送終了するなどCSチャンネルのボクシング中継終了が相次ぎ、2023年3月に日テレG+の中継終了に伴い、衛星放送のボクシング中継はWOWOWのみになった。

#### インターネット配信
テレビ放送での中継が激減した一方、インターネット配信では世界戦・ノンタイトルを問わず中継が行われている。テレビ中継では限られた放送枠の中で試合や一部のラウンドがカットされることがあるが、インターネット配信ではノーカットで中継することができ、リアルタイムで視聴できなくてもオンデマンドが提供される、興行主視点からも番組の枠やスポンサーとの交渉といった要素がそこまで重要事項にならない、世界配信なら海外へのアピールもしやすい、などのメリットがある。
2012年10月、MGプロモーションが日本フライ級タイトルマッチ（王者・粉川拓也）をアスリート・ジャポンのUstreamチャンネルで無料でストリーミング生中継。以降、同じアスリート・ジャポンがWBA女子世界スーパーフライ級タイトルマッチ（白井・具志堅スポーツ主催、王者・山口直子）を無料で生中継、ニコニコ生放送（有料。アンダーカードは無料）がOPBF東洋太平洋ウェルター級タイトルマッチ（渡嘉敷主催、王者・渡部あきのり）を生中継、NetYouLandが日本タイトル挑戦権獲得トーナメント「最強後楽園」の準決勝・決勝を1試合100円で配信したが、いずれも短期間で終了した。
2016年7月5日、プロボクシングイベントのDANGANが月額980円の有料ボクシング動画配信サイト「Boxing Raise」を立ち上げ、DANGAN163（メインイベントは粉川拓也対大嶽正史の日本フライ級タイトルマッチ）からストリーミング生中継を開始した。
2016年7月19日、横浜光ジムが有料ボクシングオンデマンドサイトの「A-sign.boxing.com」を立ち上げ、ダイナマイトパンチ101（メインイベントは胡朋宏対秋山泰幸の日本ミドル級タイトルマッチ）からサービスを開始したが、後にYouTubeでの無料配信に移行した。
2016年9月18日、WBO世界スーパーウェルター級タイトルマッチ、リアム・スミス対サウル・アルバレスをこの年に開局したAbemaTV（2020年4月11日よりABEMA）にて録画配信した。
2018年1月1日、協栄ジムが主催興行（亀田京之介、神田桃子、矢吹純、ジョーブログ出場）をAbemaTVで無料で独占生配信した。
2018年10月21日、WBA世界ミドル級タイトルマッチ、村田諒太対ロブ・ブラントを同年よりボクシング中継を開始したばかりのスポーツ専門配信サイトDAZNにて独占生配信した。
2019年6月19日、WBO世界スーパーフライ級王座決定戦、アストン・パリクテ対井岡一翔戦がUFCファイトパスにて生配信された。
2020年12月19日、真正ジムが公式YouTubeチャンネルで主催興行「REAL SPIRITS」を第70回興行より第1試合からライブ配信している。
2021年2月11日、チャリティーボクシングイベント「LEGEND」（井上尚弥、比嘉大吾、内山高志、岡沢セオン出場）が料金3300円のPPVにてU-NEXTとABEMAで独占生配信された。前者にとっては初のスポーツイベントの生配信であった。
2021年7月21日、大橋ジムが主催興行「フェニックスバトル」を第79回興行から不定期でひかりTVとdTV（2023年4月12日よりLemino）で独占生配信している。
2021年12月14日、IBF世界バンタム級タイトルマッチ、井上尚弥対アラン・ディパエンが料金3960円のPPVにてABEMAとひかりTVで独占生配信された。
2021年12月16日、3150ファイトクラブの主催興行「3150ファイト Vol.1」（メインは力石政法対ロリ・ガスカ）がABEMAで無料で独占生配信された。
2022年3月19日、WBC世界ライトフライ級タイトルマッチ、矢吹正道対寺地拳四朗がABEMAで無料で独占生配信された。
2022年4月9日、世界ミドル級2団体王座統一戦、村田諒太対ゲンナジー・ゴロフキンがAmazon Prime Videoにて独占生配信された。海外では既にAmazon Prime Videoでのスポーツ中継が行われていたが、日本ではこの試合の中継が同サービスにおいての初めてのスポーツ中継となった。
2022年5月30日、WBO女子世界スーパーフライ級タイトルマッチ、吉田実代対小澤瑶生が吉田が立ち上げたYouTubeの個人チャンネルで生配信された。
2022年7月13日、WBO世界スーパーフライ級タイトルマッチ、井岡一翔対ドニー・ニエテス戦のアンダーカードのうち、後述するParaviにて配信されない試合（予備カード含む）については志成ジム公式ファンクラブサイトにて有料ライブ配信された。
2022年7月30日、「ボクシング真夏の祭典」（メインは亀田和毅対ウィリアム・エンカルナシオン）がU-NEXTにて独占生配信された。
2022年9月21日、U-NEXTがFIGHT SPORTSを運営しているCSI SPORTSと日本における独占配信契約を締結し、10月15日のデオンテイ・ワイルダー対ロバート・ヘレニウス戦よりライブ配信を開始した。
2022年11月14日、DAZNが日本における初のPPVを実施、フロイド・メイウェザー・ジュニア対デジのエキシビションを料金2400円でPPV配信した。
2022年12月13日、世界バンタム級四団体王座統一戦、井上尚弥対ポール・バトラーはdTVにて独占生配信されたが、会員登録者が急増したため、システムダウンを懸念したNTTドコモが急遽非会員にも無料開放した。
2023年1月6日、ABEMAがボクシングチャンネルを開設。
2023年4月1日よりU-NEXTにて「WHO'S NEXT DYNAMIC GLOVE on U-NEXT」を月1回配信開始。
2023年4月26日、dTVからリニューアルされたLeminoがフェニックスバトル99を無料生配信した。
2023年6月24日、WBA世界スーパーフライ級タイトルマッチ、ジョシュア・フランコ対井岡一翔をABEMA単体で初となる世界戦PPVを実施、料金6200円のPPVにて独占生配信。
2023年7月8日、八王子中屋主催「第45回ファイティングスピリットシリーズ」はアンダーカード5試合をBoxing Raise、メインのWBOアジア太平洋ウェルター級タイトルマッチ、佐々木尽対星大翔を含む3試合をU-NEXTにてリレー配信した。
2023年10月22日、LUSHジム主催「LUSHBOMU」はMyStarが運営するTravel TVにて無料生配信した。
2024年10月13日、メキシコ最大のプロモーターであるZanfer主催の「MEXICO vs PHILIPPINES, THE WAR!」がABEMAプレミアムにて配信された。
2024年10月20日のPBCにて行われたIBF世界スーパウェルター級タイトルマッチ、バフラム・ムルタザリエフ対ティム・チューは日本でもAmazon Prime Videoにて生配信された。
2024年12月15日に行われたIBF世界バンタム級タイトルマッチ、西田凌佑対アヌチャイ・ドンスアをU-NEXT初の世界戦として中継された。
日本で視聴可能な海外のプロボクシング動画配信サービスとしては上記のDAZN、UFCファイトパスの他、Triller傘下のTriller TVやProBox TV、フランス発PPVのA Boxing Nationなどが挙げられる。
アマチュアボクシングの国際ボクシング協会 (IBA) は、YouTubeでストリーミング生中継を導入した初の国際的なスポーツ団体のひとつであり、その公式チャンネルのページ上では、ボクシングファンが主要なイベントを無料のインターネット生中継で観られるようにすることは、組織にとって大きな前進であるとともに、競技やスター選手の知名度向上にも役立つだろうと記している。

##### テレビ局によるインターネット配信
2012年10月から11月にかけて、WOWOWや日本テレビが一部のテレビ中継カードをオンデマンド形式でも配信するサービスを採り入れた。いずれも生中継で配信し、WOWOWメンバーズオンデマンドは加入者限定サービス（2021年1月より衛星放送未加入者も契約できるWOWOWオンデマンドにリニューアル）、日テレオンデマンドは有料サービス（2019年9月サービス終了）となっている。
2017年9月から、関西テレビが中継映像を制作する世界タイトルマッチをカンテレドーガ（有料）で生配信している。
2018年4月から、読売テレビが中継映像を制作する興行を「あすリートチャンネル」にて生配信している
2019年2月からは、TBSが関東ローカルの深夜枠で録画放送するガッツファイティングの試合をParavi（有料）で生配信している。
2019年6月からは、TBSがゴールデンタイムで全国放送する世界タイトルマッチも一部アンダーカードを含めてParaviで生配信している。
2020年11月からは、テレビ大阪が中継映像を制作する興行をYouTubeチャンネルにて生配信している。
2021年4月からは、フジテレビが関東ローカルの深夜枠で放送したダイヤモンドグローブの試合を、後日FOD・Tverで配信を行っている。
2022年1月からは、FODプレミアム（有料）にて、毎月第二火曜に、奇数月はフェニックスバトル、偶数月はダイヤモンドグローブの全試合ライブ配信を行っている。
2022年7月からは、TBSがゴールデンタイムなどに全国放送する世界タイトルマッチをTVerでライブ配信している。
2022年12月の全日本新人王決定戦では日テレスポーツYouTubeチャンネルにてリングサイドカメラからのライブ配信（実況なし）を実施した。
2023年5月からは、CBCテレビが放送するSOUL FIGHTINGの試合をLocipoにてPPV生配信することになった。

### 現行の番組
テレビ
- FUJI BOXING ダイヤモンドグローブ（フジテレビ・三迫プロモーション）[83][84]
- FUJI BOXING PHOENIX BATTLE（フジテレビ・大橋ボクシングジム）[85]

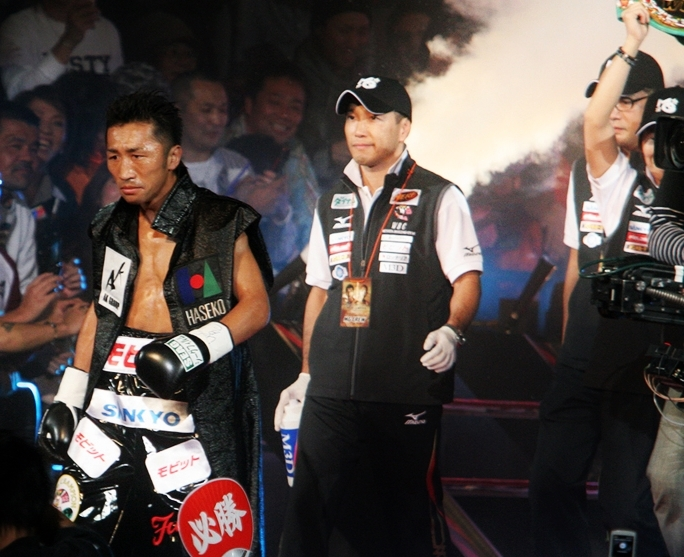
2009年11月、亀田興毅戦のためにリングに向かう内藤大助。中継はTBS。

- SOUL FIGHTING（CBC・畑中プロモーション）[86]
- エキサイトマッチ〜世界プロボクシング（WOWOW）[87]

インターネット配信
- Lemino BOXING（Lemino・フェニックスプロモーション）[88]。
- DYNAMIC GLOVE on U-NEXT（U-NEXT・帝拳プロモーション）
  - U-NEXT BOXING[89]
- Prime Video Boxing（Amazon Prime Video・帝拳プロモーション）[90]
- ABEMA ボクシングチャンネル（ABEMA）[61]
- 世界プロボクシング（U-NEXT）[91]
- ホーム・オブ・ボクシング（DAZN）[92]

### 過去の主な番組
ラジオ
- TBSラジオ ボクシング中継（TBSラジオ・協栄プロモーション。1999年から2005年など中継を行なっていなかった時期もある[要出典]。特に統一した番組名は設定されていない）

テレビ
- ガッツファイティング（TBS・協栄プロモーション[93]→渡辺プロモーション→トラロックエンターテインメント）
- ダイナミックグローブ（日本テレビ・帝拳プロモーション）[94][93]
  - ワールドプレミアムボクシング[95]
- ファイティングパンチ（日本テレビ）[96]
- 東洋チャンピオンスカウト（TBS・極東プロモーション）[94]
- ビッグファイト（TBS）[94]
- リングサイドアワー（フジテレビ）[96]
- ゴールデンボクシング→エキサイトボクシング（テレビ朝日・極東プロモーション）[83]
- ノックアウトボクシング（KOボクシング）[10]→ヒートアップボクシング（テレビ東京・協栄プロモーション）[83]
- ノックアウトボクシング（テレビ東京）[83]
- ダイナマイトボクシング（ABC・グリーンツダプロモーション）[10]
- スーパーファイトボクシング（東海テレビ・松田ジム）[97]
- BEST GLOVE（福岡放送）[98]
- 拳・ボクサーの夢（サンテレビ）[99]
- マンスリー・ボクシング（NHK衛星）[100]
- DIRECTVボクシング（ディレクTV・三迫プロモーション） - 日本のボクシングで初めてPPVを導入[26]
- ドラマチックボクシング（読売テレビ、スカイ・A sports+）[101]
- Best Bout Boxing（スカイ・A sports+）[102]
- ベストファイトボクシング（スカイ・A sports+）[要出典]
- エキサイトボクシング（スカイ・A sports+）[要出典]
- プロボックス（J SPORTS）[87]
- S.X.B.プロボクシング（J SPORTS）[103]
- THE REAL FIGHT（関西テレビ・真正プロモーション）[104]
- EXCITING TIME（フジテレビ） [105][106]

### 視聴率ランキングと観客動員数
視聴率の数値はビデオリサーチによるデータ。1977年9月26日にオンライン調査を開始したため、この前後を分けて集計している。

#### 1962年12月1日 - 1977年9月25日
関東地区
| 試合                                                                     | 年月日         | 会場         | 放送局     | 視聴率（%） | 観客（人） |
| ------------------------------------------------------------------------ | -------------- | ------------ | ---------- | ----------- | ---------- |
| 世界バンタム級タイトルマッチ ファイティング原田 vs. エデル・ジョフレ     | 1966年5月31日  | 日本武道館   | フジテレビ | 63.7        | 13,000     |
| 世界バンタム級タイトルマッチ ファイティング原田 vs. アラン・ラドキン     | 1965年11月30日 | 日本武道館   | フジテレビ | 60.4        | 12,000     |
| 世界バンタム級タイトルマッチ ファイティング原田 vs. ベルナルド・カラバロ | 1967年7月4日   | 日本武道館   | フジテレビ | 57.0        | 11,000     |
| 世界バンタム級タイトルマッチ エデル・ジョフレ vs. ファイティング原田     | 1965年5月18日  | 愛知県体育館 | フジテレビ | 54.9        | 10,000     |
| 世界バンタム級タイトルマッチ ファイティング原田 vs. ジョー・メデル       | 1967年1月3日   | 愛知県体育館 | フジテレビ | 53.9        | 12,000     |
| 世界バンタム級タイトルマッチ ファイティング原田 vs. ライオネル・ローズ   | 1968年2月27日  | 日本武道館   | フジテレビ | 53.4        | 07,000     |
| 世界フライ級タイトルマッチ 高山勝義 vs. オラシオ・アカバリョ             | 1966年3月1日   | 日本武道館   | フジテレビ | 50.7        | 11,000     |
| 世界ジュニアライト級タイトルマッチ フラッシュ・エロルデ vs. 沼田義明     | 1967年6月15日  | 蔵前国技館   | TBS        | 48.5        | 08,500     |
| 世界ジュニアウェルター級タイトルマッチ エディ・パーキンス vs. 高橋美徳   | 1964年1月4日   | 蔵前国技館   | TBS        | 47.9        | 08,000     |
| 世界ジュニアウェルター級タイトルマッチ 藤猛 vs. ウイリー・クアルトーア   | 1967年11月16日 | 蔵前国技館   | TBS        | 47.9        | 12,000     |
| 世界フライ級タイトルマッチ ポーン・キングピッチ vs. 海老原博幸           | 1963年9月18日  | 東京体育館   | フジテレビ | 47.8        | 10,000     |

ビデオリサーチ・関西地区調べでの歴代最高は、世界バンタム級タイトルマッチ ファイティング原田 vs. エデル・ジョフレ（1966年5月31日、関西テレビ）の56.4%である。

#### 1977年9月26日以後
関東地区
| 試合                                                                    | 年月日         | 会場                     | 放送局     | 視聴率（%） | 観客（人） |
| ----------------------------------------------------------------------- | -------------- | ------------------------ | ---------- | ----------- | ---------- |
| WBA世界ジュニアフライ級タイトルマッチ 具志堅用高 vs. ハイメ・リオス     | 1978年5月7日   | 広島県立体育館           | TBS        | 43.2        | 06,000     |
| WBC世界フライ級タイトルマッチ 内藤大助 vs. 亀田興毅                     | 2009年11月29日 | さいたまスーパーアリーナ | TBS        | 43.1        | 21,000     |
| WBA世界ライトフライ級タイトルマッチ 亀田興毅 vs. ファン・ランダエタ     | 2006年8月2日   | 横浜アリーナ             | TBS        | 42.4        | 15,000     |
| WBA世界ジュニアフライ級タイトルマッチ 具志堅用高 vs. 金龍鉉             | 1980年1月27日  | 大阪府立体育会館         | TBS        | 41.1        | 12,000     |
| WBC世界バンタム級統一王座決定戦 薬師寺保栄 vs. 辰吉丈一郎               | 1994年12月4日  | 名古屋市総合体育館       | TBS        | 39.4        | 09,800     |
| 世界ヘビー級タイトルマッチ マイク・タイソン vs. ジェームス・ダグラス    | 1990年2月11日  | 東京ドーム               | 日本テレビ | 38.3        | 51,600     |
| WBA世界ジュニアフライ級タイトルマッチ 具志堅用高 vs. アナセト・バルガス | 1978年1月29日  | 愛知県体育館             | TBS        | 38.1        | 10,000     |
| WBA世界ジュニアフライ級タイトルマッチ 具志堅用高 vs. ペドロ・フローレス | 1980年10月12日 | 金沢実践倫理記念会館     | TBS        | 36.0        | 08,000     |
| 亀田興毅世界前哨戦第3戦 亀田興毅 vs. カルロス・ファハルド               | 2006年5月5日   | 有明コロシアム           | TBS        | 33.0        | 10,000     |
| WBA世界ジュニアフライ級タイトルマッチ 具志堅用高 vs. マルチン・バルカス | 1980年6月1日   | 高知県民体育館           | TBS        | 32.5        | 06,000     |

関西地区
| 試合                                                                | 年月日         | 会場                     | 放送局 | 視聴率（%） | 観客（人） |
| ------------------------------------------------------------------- | -------------- | ------------------------ | ------ | ----------- | ---------- |
| WBC世界バンタム級統一王座決定戦 薬師寺保栄 vs. 辰吉丈一郎           | 1994年12月4日  | 名古屋市総合体育館       | MBS    | 43.8        | 09,800     |
| WBC世界フライ級タイトルマッチ 内藤大助 vs. 亀田興毅                 | 2009年11月29日 | さいたまスーパーアリーナ | MBS    | 43.1        | 21,000     |
| WBA世界ライトフライ級王座決定戦 亀田興毅 vs. ファン・ランダエタ     | 2006年8月2日   | 横浜アリーナ             | MBS    | 42.9        | 15,000     |
| WBA世界ライトフライ級タイトルマッチ 亀田興毅 vs. ファン・ランダエタ | 2006年12月20日 | 有明コロシアム           | MBS    | 32.8        | 10,000     |
| WBC世界フライ級タイトルマッチ 内藤大助 vs. 亀田大毅                 | 2007年10月11日 | 有明コロシアム           | MBS    | 32.3        | 06,000     |
| 亀田興毅世界前哨戦第3戦 亀田興毅 vs. カルロス・ファハルド           | 2006年5月5日   | 有明コロシアム           | MBS    | 27.8        | 10,000     |

## アメリカ合衆国

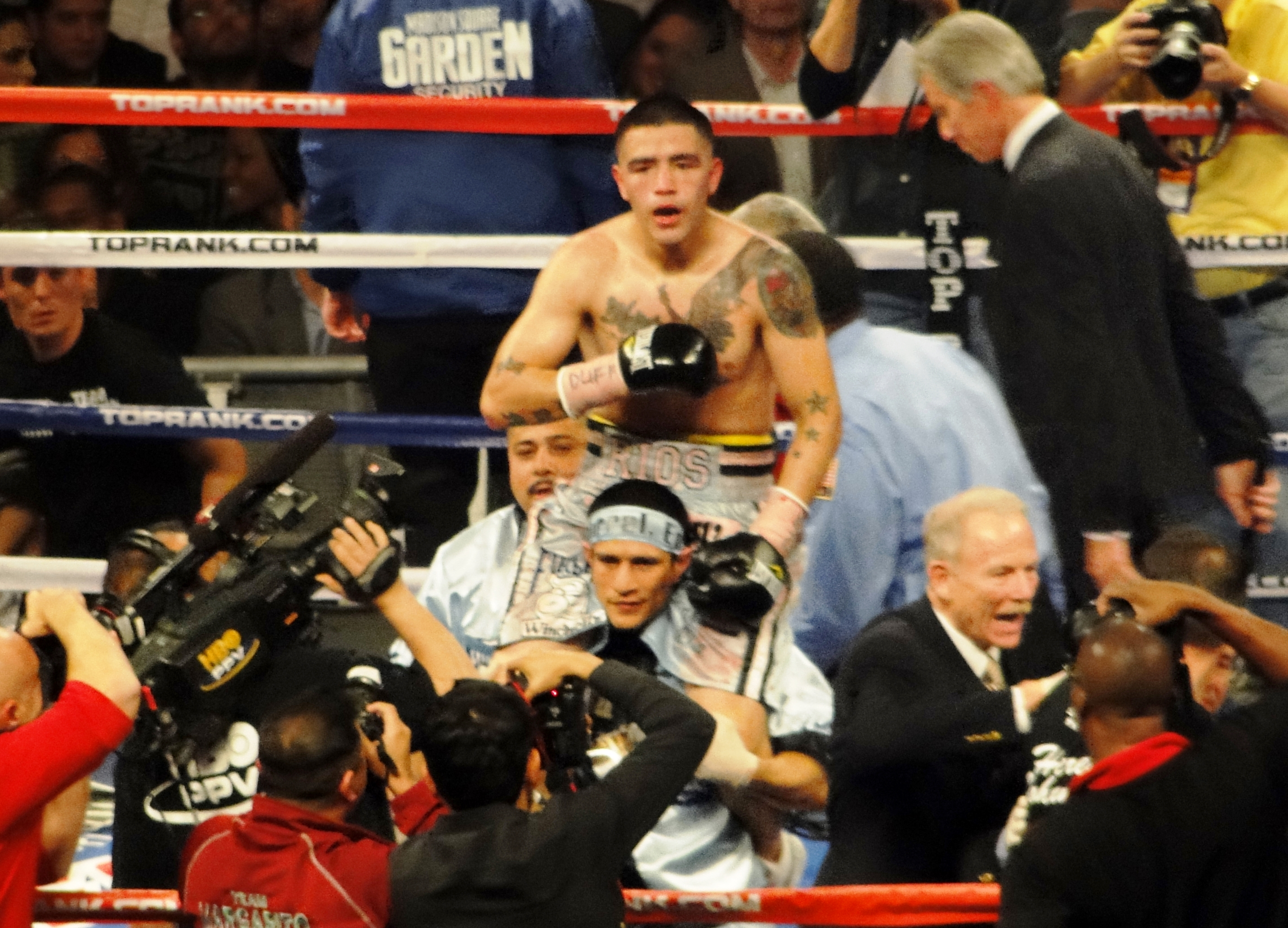
2011年12月、マディソン・スクエア・ガーデンでジョン・マレーに勝利したブランドン・リオスを映すHBOのカメラ。

アメリカ合衆国でのテレビ中継はケーブルテレビとペイ・パー・ビューによる中継が主流であったが、2010年代後半以降は動画配信サービスが主流となっている。
主な中継局としては、1973年から中継を開始したのHBOと1986年3月から中継していたShowtimeがあった。ボクシングを中継するテレビ局としてはHBOがアメリカ国内トップに君臨しており、視聴者数やPPV売り上げで両局の差は明確だった。
しかし、2011年7月にはHBOが契約していたマニー・パッキャオのシェーン・モズリーとの試合の放映権をShowtimeに奪われたことをきっかけにHBOスポーツ社長のロス・グリーンバーグが退陣。2013年には14年間続いたフロイド・メイウェザー・ジュニアとの放映権契約をShowtimeに奪われ、HBOはゴールデンボーイ・プロモーションズとは絶縁状態となった。それ以降も、親会社のタイム・ワーナーの経営悪化による予算減少やESPN+やDAZNといった定額制動画配信サービスの台頭などにより選手や団体の流出が激しくなり、HBOは2018年に45年間続けてきたボクシング中継から撤退することとなった。一方のShowtimeも2023年末に編成の都合により、ボクシング中継から撤退した。

## フィリピン

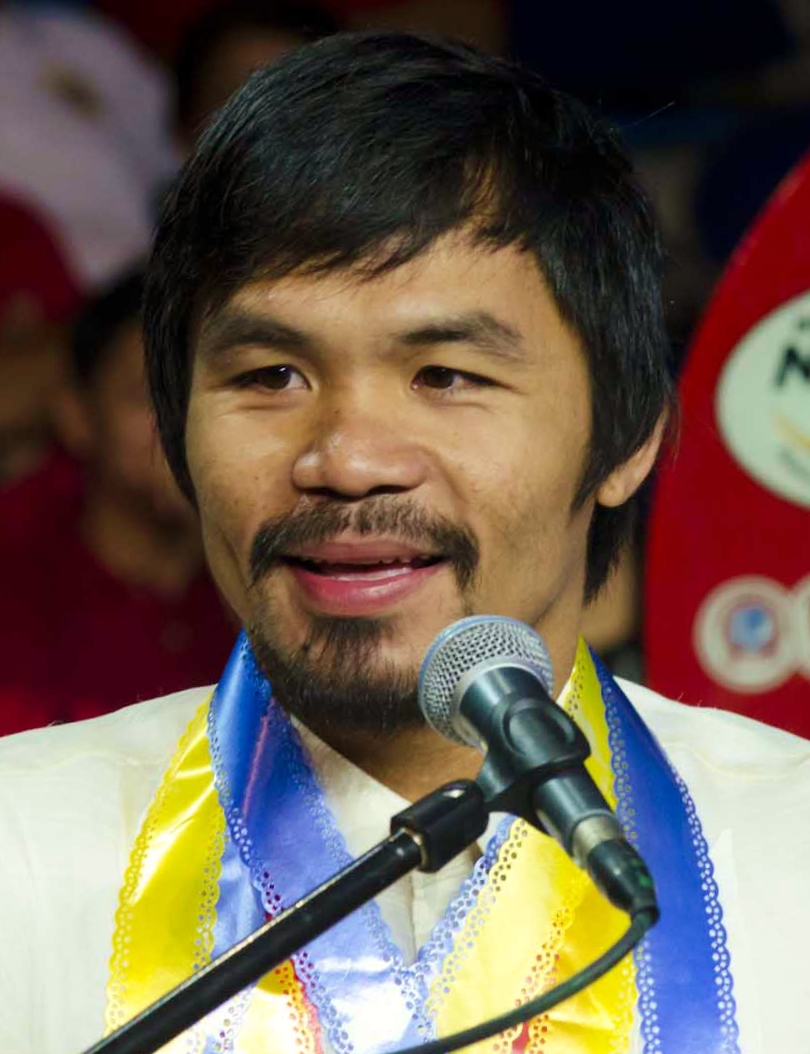
マニー・パッキャオ

フィリピンでは主にマニー・パッキャオをはじめとする国内選手の試合が中継される。キャリア初期のパッキャオの試合は、ヴィンテージテレビジョンが毎週放送していた番組『ブロー・バイ・ブロー』（詳細解説、実況中継の意）で中継された。その後、パッキャオの試合は2001年のレーロホノロ・レドワバ戦からビバスポーツ（ビバテレビジョン）で中継されるようになり、さらにABS-CBNとの契約を経て、2013年現在GMAネットワークなどで中継されている。
『マニラ・スタンダード・トゥデイ』紙などのスポーツ記者であり、長年ボクシングのテレビ中継で解説も務めるロニー・ナサニエルスは、ヴィンテージテレビジョンやビバスポーツを通じて新人時代からパッキャオをサポートしてきたが、2013年3月、テレビ局によるカード選別の優先順位に疑問を投じている。この月、パナマシティで行われた興行ではフィリピンの2選手が世界戦に出場。指名試合を行った王者のジョンリル・カシメロは、アルゼンチンでの王座奪取時は相手ファンの暴動に巻き込まれていた。またロベルト・バスケスとの再戦で空位の暫定王座を争ったジョン・マーク・アポリナリオは、アルゼンチンでのバスケスとの初戦では不当判定により勝利を逸したと報じられていた。プロモーターは放映権料を要求せずにフィリピンで衛星中継してほしいとテレビ局に求めたが、名乗りを上げる局はなく、その一方でABS-CBNは翌4月、立て続けに行われるトップランク社の興行を相当な資金をかけて中継していた。

### フィリピンの主なテレビ中継局

#### ABS-CBN
次節で述べるように、ABS-CBNは2009年3月にパッキャオとの再契約を逸したが、ノニト・ドネアなどトップランク社の他のボクサーの試合を同年12月に契約し、スカイケーブルのスタジオ23およびボールズなどで中継している。チャンネル2 (DWWX-TV) で中継されたドネア対ギレルモ・リゴンドウ戦の視聴率は、フィリピン全体で23.8%を記録した。
2010年にはALAプロモーションズの『ピノイ・プライド』（フィリピン人の誇り）シリーズとの短期契約を長期に更新し、チャンネル2で中継している。

#### GMAネットワーク
トップランク社と契約するマニー・パッキャオの試合は、フィリピン国内では2007年3月以降、GMAネットワークおよびソーラースポーツチャンネルが契約している。パッキャオは放映権料の支払遅延などを理由に2009年3月、かつて契約していたABS-CBNと再び契約を交わしたが、ソーラースポーツが訴訟も辞さない構えを見せたため、元の契約を更新することになった。この契約は2013年まで有効とされている。パッキャオ戦はGMAネットワークのGMA 7、ソーラースポーツの他に、シグナルデジタルTVのPPV中継、ABS-CBN系のケーブルテレビ事業者であるスカイケーブルの有料チャンネル、国際衛星放送のザ・フィリピノ・チャンネルなどでも放送されることがある。

#### TV5
TV5（旧名はABC 5）も国外のビッグマッチを放送するが、国内の若手選手の試合中継にも力を入れている。国内試合はIBC 13が毎週放送する『ザ・メイン・イベント』や、IBC 14と衛星放送チャンネルのハイパーが毎月放送する『ピノイ・ノックアウト』（フィリピン人のノックアウト）で中継される。
2010年1月には、ALAプロモーションズとABAP（フィリピンアマチュアボクシング協会）が協力、大手携帯電話会社のスマートコミュニケーションズが後援する興行をウォーターフロント・セブシティ・ホテル&カジノから中継。AJ・バナル、ミラン・メリンドらが出場したこの興行はアマチュアボクサーも同時に出場する画期的な試みだった。

## メキシコ
メキシコでは、かつてはアナウンサー2名がラウンドごとに試合を伝えていた。国内で開催される試合が多いため、各局が選手・試合の量で競争を展開している。2011年12月には2局がソノラ州シウダードオブレゴンからサンフェル・プロモーションズの主催興行を中継。同じ興行でも両局の中継カードは異なり、テレビアステカがオルランド・サリド対ウェン・ハヤ戦を、テレビサはクリスチャン・ミハレス対アレハンドロ・バルデス戦をメインとして中継した。

### メキシコの主なテレビ中継局

#### テレビアステカ
テレビアステカでは、進行役は2名がラウンドごとに交代、解説者は3名で、エドゥアルド・ラマソン（元WBC重鎮で、妻はテレビサのキャスター）、フリオ・セサール・チャベス、マルコ・アントニオ・バレラが務める。

#### テレビサ
テレビサはアステカに後れをとっていたが、進行役3名、解説にリカルド・ロペス、ルーベン・オリバレス、ホルヘ・アルセ(2015年から)を起用して追い上げている。2012年9月15日の夜には、テレビサがサウル・アルバレス対ホセシト・ロペス戦（米国ではShowtimeが中継）を、テレビアステカがセルヒオ・マルチネス対フリオ・セサール・チャベス・ジュニア戦（米国ではHBOが中継）を、いずれもラスベガスから衛星中継。どちらの試合もメキシコ独立記念日の前夜祭が行われている時間帯に中継され高視聴率を上げ、テレビサのアルバレス戦が15.1パーセントで、チャベス戦の13.5パーセントを上回った。
2013年9月のフロイド・メイウェザー・ジュニア対サウル・アルバレス戦の視聴率は、平均41.1パーセント（590万世帯、2210万人）で、1999年のFIFAコンフェデレーションズカップ決勝メキシコ対ブラジル以降のメキシコのスポーツ番組で最高の数字を記録。瞬間最高時は42パーセント（600世帯、2260万人）、午後8時から深夜12時半まで放送された番組全体を通じては30.1パーセント（1620万人）が視聴した。

## ドイツ
ドイツでは、ボクシング中継は無料放送で行われている。ベルリンの壁崩壊後、ソビエト連邦のようなトップレベルのアマチュアプログラムで訓練を受けた東ドイツのヘンリー・マスケとアクセル・シュルツがプロに転向し、ボクシングにはマックス・シュメリング以来となる関心が向けられた。。
ドイツにはプロボクシングを統轄する単一のコミッションはなく、ドイツプロボクサー協会（独: Bund Deutscher Berufsboxer。BDBと略称され、ドイツボクシングコミッションと呼ばれることもある）およびドイツプロボクシング協会（英: German Boxing Association。GBAと略称され、ヨーロッパボクシング連合に非加盟）という2つの王座認定団体をはじめとする複数の類似団体が存在し、それらの対立から2012年には国内王座の廃止を求める動きもあった。後述（#ドイツの主なテレビ中継局）の3つの中継局と契約するどのプロモーターもBDBとは絶縁状態にある。

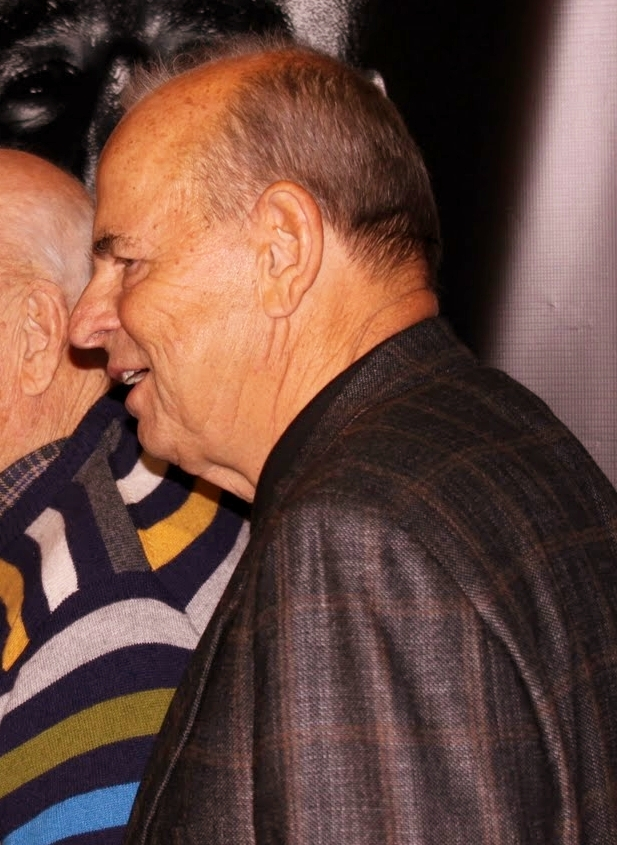
ウィルフリード・ザウアーラント

### ドイツの主なテレビ中継局

#### Sport1
Sport1は2018年からSat.1との契約が終了したザウアーラント・イベントと契約し、同プロモーションの試合を中継している。
プロモーターのヴィルフリート・ザウアーラントが主宰するザウアーラント・イベントは、古くはヘンリー・マスケ、近年はアルツール・アブラハム、ミッケル・ケスラー、ニコライ・ワルーエフ、アレクサンデル・ポベトキン、マルコ・フック、セバスチャン・シルベスター、ユルゲン・ブリーマー、セシリア・ブレークフスらを抱え、ヴィルフリートの息子のカッレとニッセも同社を支えている。2009年にはShowtimeで中継された『スーパー・シックス ワールド・ボクシング・クラシック』の開催にも貢献した。

ウラジミール（左）とビタリ（中央）のクリチコ兄弟

#### RTLテレビジョン
かつてヘンリー・マスケやアクセル・シュルツの試合を中継していたのが民間放送のRTLテレビジョンである。1995年12月、シュルツ対フランソワ・ボタ戦は1,800万人が視聴。同局のボクシング視聴最多記録となっている。その後、RTLは、ユニベルスム・ボックス・プロモーションと契約していたクリチコ兄弟が後に興したK2プロモーションズと契約。2011年7月2日、ウラジミール・クリチコ対デビッド・ヘイ戦は占拠率67パーセント（1,550万人）。最高占拠率は深夜0時15分に75.7パーセントを記録した。これはRTLが中継したクリチコ戦で過去最高となり、2010年10月11日のビタリ・クリチコ対シャノン・ブリッグス戦での視聴者1,345万人の記録を更新した。2012年2月18日のビタリ・クリチコ対デレック・チソラ戦は占拠率56.5パーセント（1,292万人）で、これも同局の年間最高占拠率となっている。
しかし、RTLのチーフプロデューサーによれば、膨大な予算を持つ公共放送のARDと比べ、広告収入に頼らざるを得ない民間放送のRTLではクリチコ戦にかかる費用を回収するのは非常に困難である。

#### Sat.1
民間放送のSat.1は1997年から2001年までダリユシュ・ミハルチェフスキの世界戦を中継。その後、9年間ボクシング中継から撤退していたが、2010年3月27日、アリーナ・ボックス・プロモーションと契約し、ユリオルキス・ガンボアとジョナサン・ビクター・バロスの対戦などで中継を復活させ、この後はフェリックス・シュトルムらの試合を中継していた。
2015年からはARD（ドイツ公共放送連盟）との契約が終了したザウアーラント・イベントと契約し、同プロモーションの試合を中継していたが、2017年で同社との契約を更新せずボクシング中継を打ち切った。

#### ドイツ公共放送連盟
公共放送のARD（ドイツ公共放送連盟）は1990年代の初めから、ザウアーランド・イベントと契約していたが、2014年で同社との契約を更新せずボクシング中継を打ち切った。

### ウニヴェルズム・ボックス・プロモーション
ドイツのトッププロモーターだったウニヴェルズム・ボックス・プロモーションは公共放送のZDF（第2ドイツテレビ）と契約し、8年間続いた中継番組内では18人のプロボクサーが世界王座を獲得し、すでに世界王者だった5人が防衛戦を行った。ZDFとの契約期間中に全112興行を行い、中継番組の平均占拠率は25.17パーセントで平均視聴者数は460万人だった。主な試合の占拠率では、2005年9月のレイモン・ブリュースター戦が43.4パーセント（800万人）、2007年11月のレギーナ・ハルミッヒ戦が44.3パーセント（950万人）などを記録している。しかし、ZDFとの契約は2010年7月31日のセバスチャン・ズビク戦を最後に更新されずに打ち切られ、年間2,000万ユーロ（約23億円）の放映権料を失ったことで、2012年11月に破産の申し立てをするに至った。ユニベルスムは2009年頃には年間12興行で約2,200万ユーロ（1興行当たり約180万ユーロ）の収益を上げたが、破産時にはゾルト・エルデイやセバスチャン・ズビクのファイトマネーをはじめとする150万ユーロの不払いがあった。その後2019年にイスマエル・オーエゼンらが地道な努力を積み重ねて再興させるとかつて放送していたZDFと再び契約し放送を再開させた。

## イギリス
イギリスでは、下記の他、ESPN、プライムタイム、プレミアスポーツ、Loaded TVなどのチャンネルがボクシングを中継していた。

### イギリスの主なテレビ中継局

#### チャンネル5
チャンネル5は、BBCやITVがボクシング中継を行わなくなった後、2011年に中継を開始した。当時タイソン・フューリーやジェームス・デゲールを抱えていたミック・ヘネシーのヘネシースポーツと契約して、2015年にITVがボクシング中継を再開するまでは、英国でボクシング中継番組を無料で提供している唯一のテレビ局であった。2013年3月にはボクシング中継から撤退という噂が流れ、プロモーターたちを動揺させたが、4月には米国からスティーブ・カニンガム対タイソン・フューリー戦を中継した。

#### ITV
ITVは、2015年にカール・フランプトン対クリス・アバロスで7年ぶりにボクシング中継を再開、2008年のカール・フローチ対ジャン・パスカル以来となるボクシング中継であった。

#### スカイスポーツ
BスカイBのスカイスポーツチャンネルは2012年8月にエディー・ハーンが主宰するマッチルーム・スポーツと契約した。しかし、同時にリッキー・ハットン、フランク・ウォーレン、フランク・マロニーといったそれまで取引のあったプロモーターとは手を切っている。2013年にはリッキー・ハットンのハットン・プロモーションズとの契約では試合がなかなか決まらずにいたスコット・クィッグがマッチルーム・スポーツに移っている。
スカイスポーツは、英国ではPPV中継を逸早く取り入れ収益を上げていたが、2010年11月のデビッド・ヘイ対オードリー・ハリソン戦を最後にPPV中継からは一時撤退。2013年5月のカール・フローチ対ミッケル・ケスラー戦（再戦）で復活させた。

#### ボックスネイション

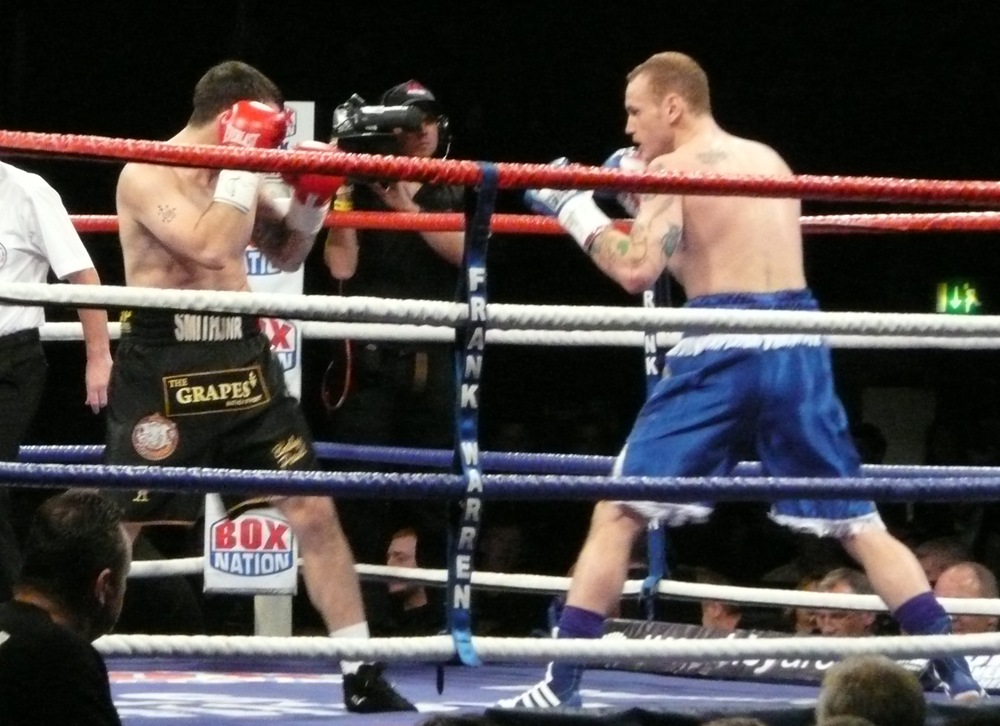
2011年11月、ウェンブリー・アリーナで行われたジョージ・グローブス対ポール・スミス戦のボックスネイションによる中継風景。

ボックスネイションはプロモーターのフランク・ウォーレンがボクシングチャンネルメディアとともに興したボクシング専門チャンネルで、24時間放送を行っている。開設当初は無料で放送された。スカイスポーツとはライバル関係にあり、2013年にはカール・フランプトンがマッチルーム・スポーツからクィンズベリー・プロモーションズ（現在はバリー・マクギガン率いるサイクロン・プロモーションズ所属）へ移った。

## フランス
フランスでは、かつてすべての世界戦を放送していたCanal+が2009年にボクシングから撤退し、現在は中継局を持たない。Canal+が手を引いたことで、すべてのタイトルマッチを同国内で戦ったブライム・アスロウムは試合開催に困難を来し、休養王座への移動を経て世界王者のまま引退を余儀なくされた。

## 南アフリカ共和国
南アフリカ共和国では、ボクシングのテレビ中継は1980年代から大幅に減少し、国営放送局のSABC（南アフリカ放送協会）が2011年初頭に撤退した後は、モルティ・ムザラネ、ヌコシナチ・ジョイ、タカラニ・ヌドロブらの国内世界王者が存在したにも関わらず、限られた興行が有料衛星放送のスーパースポーツで中継されるのみで、ボクシングトレーナーのニック・デュラントは2012年3月に、SABCの援助なしに試合を開催することは極めて難しいと話していた。彼やプロモーターのブランコ・ミレンコヴィッチ（ブランコ・スポーツ・プロモーションズ社長）らの尽力の結果、同月のタカラニ・ヌドロブ戦、ヌコシナチ・ジョイ戦は直前になってSABCで放送されることが決まった。